# Нарочь (курортный посёлок)

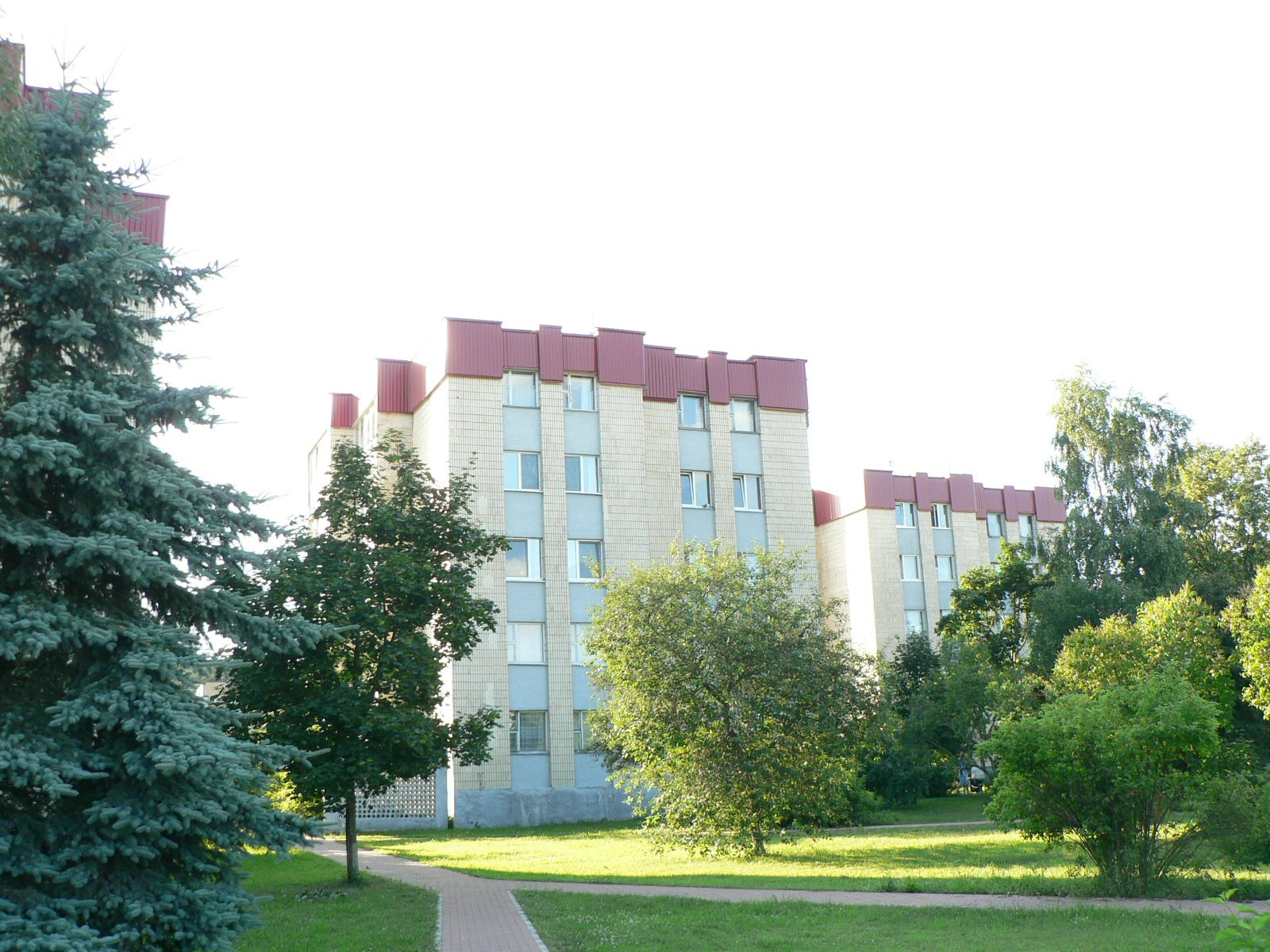
Жилые здания в центре (район Купы)

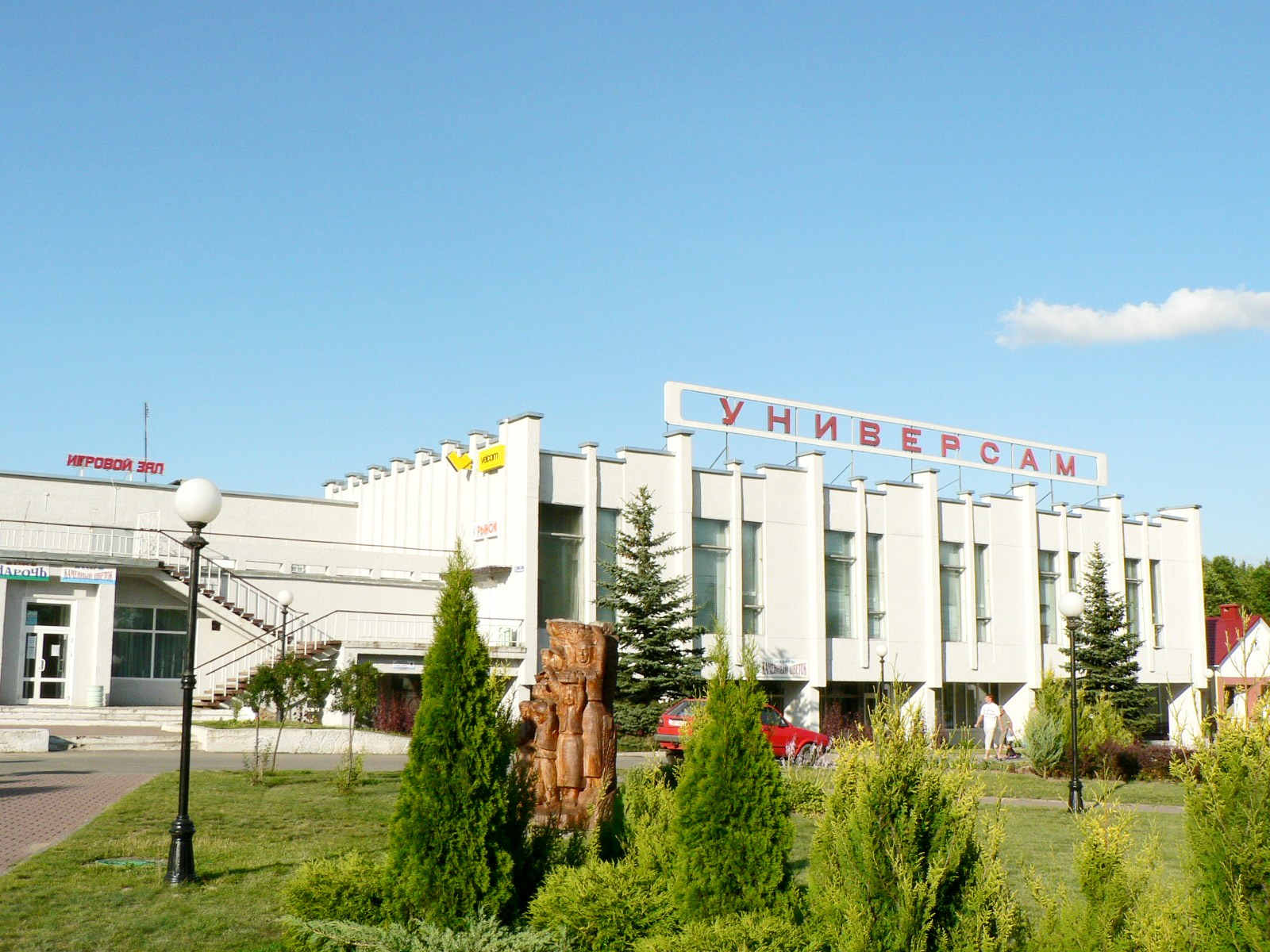
Центр торговли и услуг на главной площади курортного посёлка (внешний вид до 2012 года)

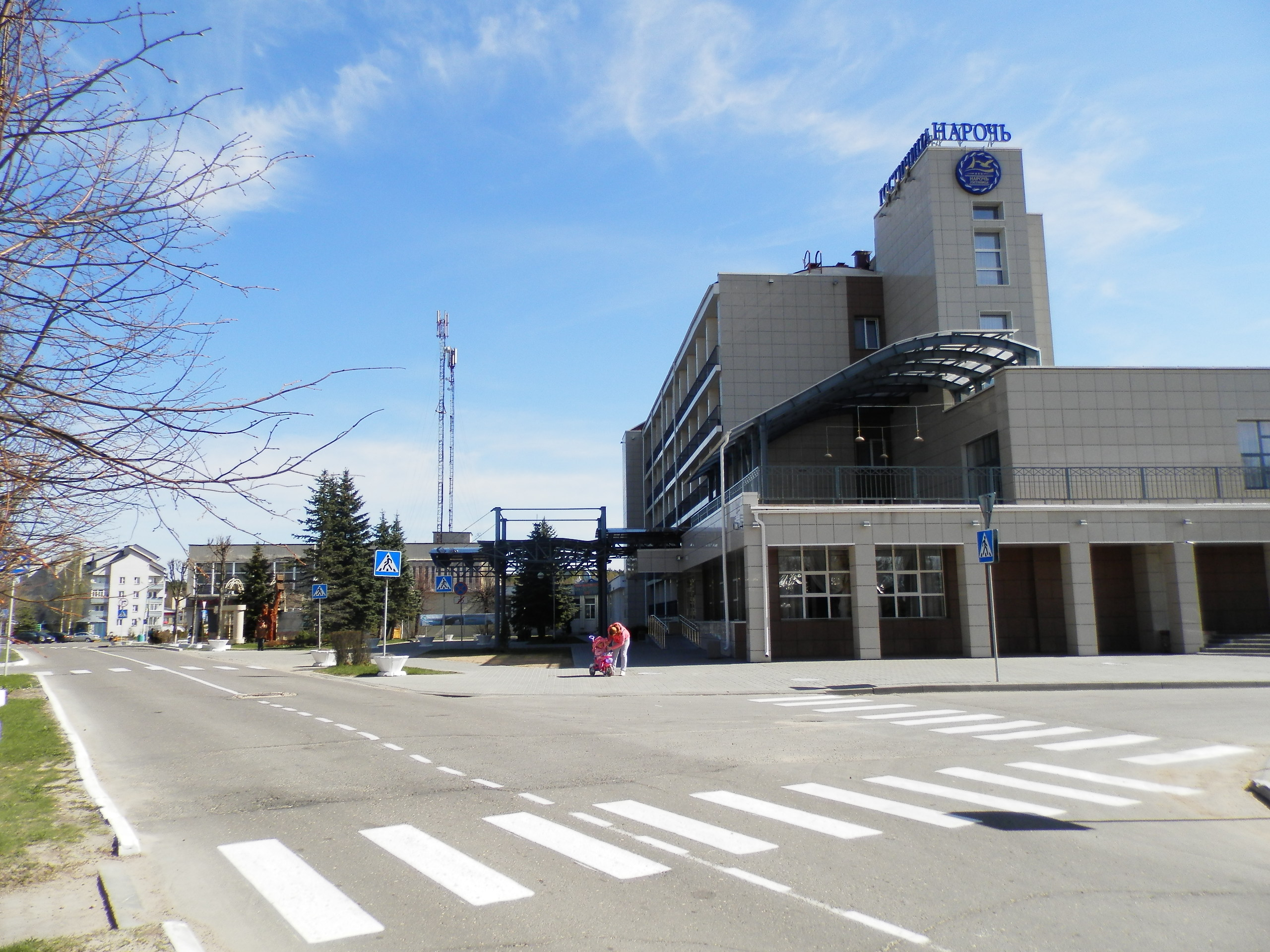
Центр курортного посёлка (современный вид)

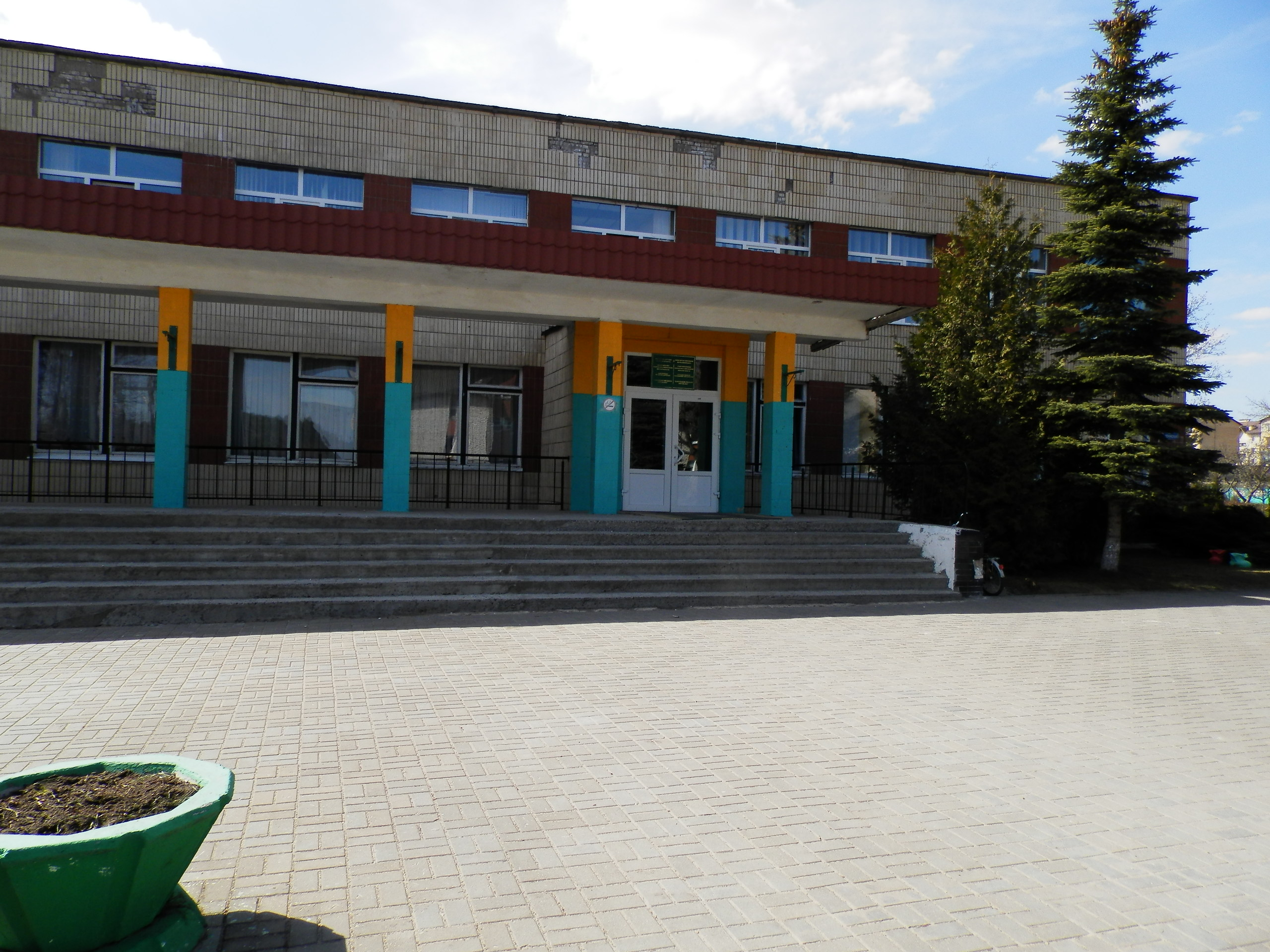
Средняя школа № 2 к.п. Нарочь

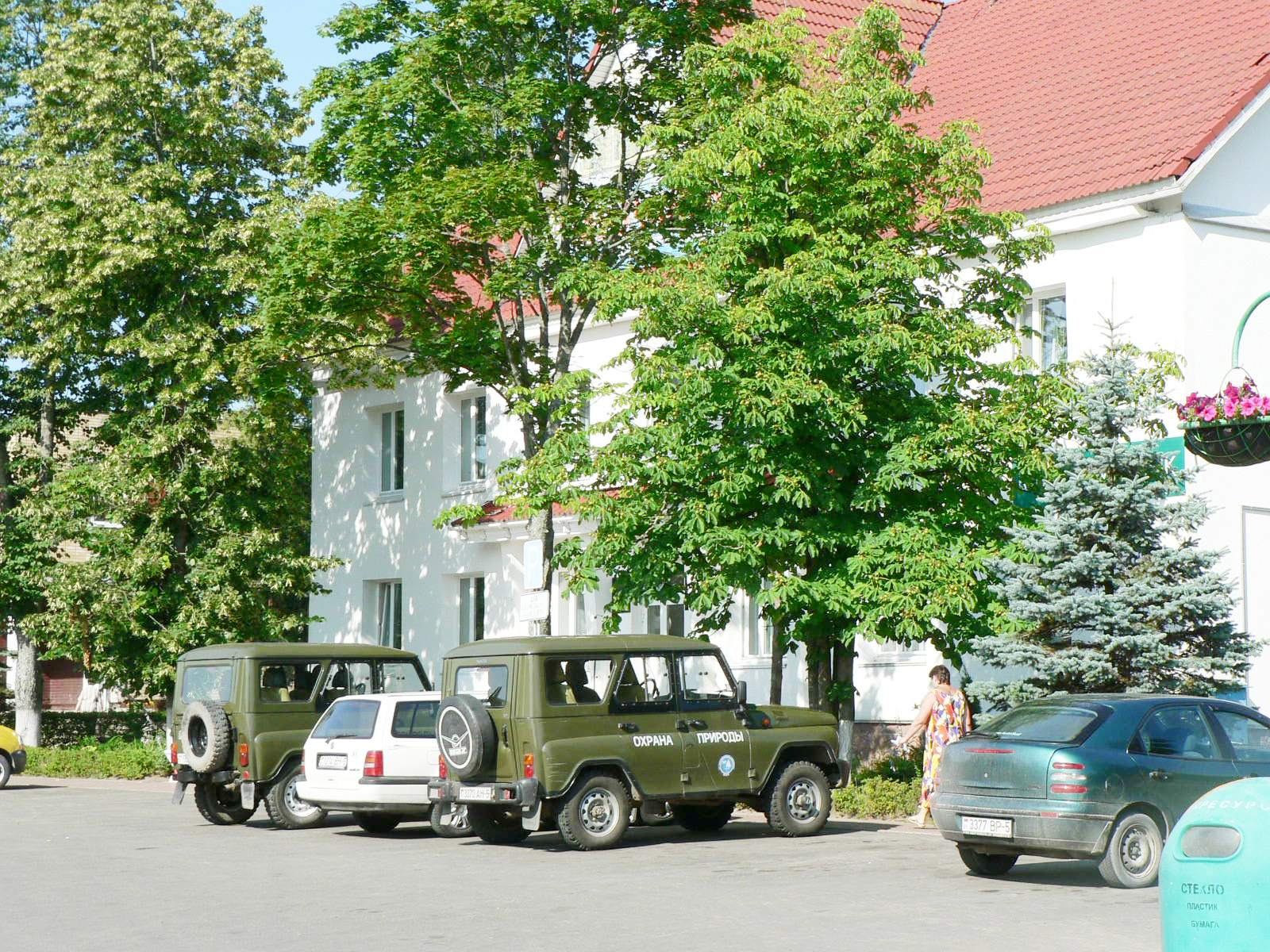
Здание управления Национального парка «Нарочанский»

На́рочь (бел. Нарач) — курортный посёлок в Мядельском районе Минской области Беларуси. В составе Нарочского сельсовета.
Численность населения — 3 781 человек (на 1 января 2025 года).

## Географическое положение
Расположен в Белорусском Поозёрье на северо-западном берегу озера Нарочь в 18 км от Мяделя, 31 км от станции Поставы на линии Воропаево — Лынтупы, на автомобильной дороге Минск — Поставы; в 150 километрах от Минска.
В 4 км на север от к.п. Нарочь расположен аг. Нарочь (бывший Кобыльники или Кобыльник).
Ближайшая железнодорожная станция: Княгинин, в 30 километрах на юго-востоке. Прямого железнодорожного сообщения с Минском нет — пересадка в Молодечно: приблизительно 1-2 часа от Минска до Молодечно, чуть больше часа от Молодечно.

## История
Ранее на месте посёлка находились деревни Купа, Урлики и Степенёво, которые до начала XX века были небольшими рыбацкими деревнями.
До Второй мировой войны на берегу озера, в деревне Купа был построен причал для яхт и здания двух турбаз: школьной и турбазы польской Лиги морской и колониальной.
Так как озеро Нарочь было самым крупным озером довоенной Польши, курорт привлекал на отдых жителей Виленского воеводства и других районов страны. Приток отдыхающих увеличился в 1937 году, когда до Купы продлили узкоколейную железную дорогу от станции Свенцяны.
26 сентября 1964 года на месте деревень Купа (данное название до сих пор используется для обозначения центра посёлка), Урлики и Степенёво был образован курортный посёлок
В 1999 году с образованием Национального парка «Нарочанский» в посёлке разместился его административный центр.

## Название
Посёлок назван по названию близлежащего озера Нарочь. Название «Купа» происходит, вероятно, от языческого урочища, расположенного на холме у берега озера.

## Планировка
Все крупные инфраструктурные объекты сконцентрированы на территории бывшей деревни Купа, в том числе: дирекция Национального парка «Нарочанский», гостинично-развлекательный центр. В центре курортной зоны на берегу Малого плёса находятся современная гостиница «Нарочь» с развлекательным комплексом «Вега», корпуса санаториев, а также учебно-научный центр «Нарочанская биологическая станция имени Г. Г. Винберга БГУ» и гидрометеорологическая станция системы Гидрометеослужбы. В посёлке также располагаются: агроусадьбы, кафе, магазины, в том числе торговый центр «Евроопт» и магазин сети «Доброном», хлебопекарня, пиццерии, закусочные, амбулатория, две аптеки, отделения Беларусбанка и Белагропромбанка, почтовое отделение, средняя школа, поселковый центр культуры и досуга, библиотека, детский сад, ресторан, автовокзал, АЗС, СТО, станция спасения на воде, лесничество, рыбное хозяйство «Нарочь», часовня святой блаженной Валентины Минской.
Центр посёлка застроен многоквартирными жилыми, торговыми и административными зданиями из кирпича. Близ центра (район «Купы») расположено также большинство санаториев. В районе Урлики находятся санатории «Приозёрный» и «Спутник». За пределами Купы к. п. Нарочь застроен, в основном, домами усадебного типа. В юго-западной части посёлка (на месте деревни Степенёво) — традиционная для местных деревень застройка и инфраструктура.
На территории курортного посёлка частично сохранился заложенный в XIX веке нарочанский парк (площадь составляет 3 га), существуют минеральные источники — месторождение минеральной воды на северо-западном берегу озера Нарочь на территории санатория «Нарочь» (открыты в 1963 году).

## Туризм и отдых
Экономика посёлка в основном связана с областью туризма, отдыха и санаторного лечения. Услугами нарочанских санаториев пользуются жители Белоруссии, бывшего СССР, стран дальнего зарубежья.

### Санаторно-курортные и оздоровительные организации к. п. Нарочь
1. «Зубрёнок», Национальный детский образовательно-оздоровительный центр[12]. Открылся в 1969 году как республиканский пионерский лагерь для пионерского и комсомольского актива школ БССР.
2. «Белая Русь», санаторий[13]. Открыт в 1988 году. Медицинский профиль санатория — болезни сердечно-сосудистой системы, желудочно-кишечного тракта и костно-мышечной системы. На территории санатория находятся два источника минеральной воды.
3. «Нарочанский берег», корпус санатория «Нарочь»[14]. Открыт в 1964 году как профсоюзный дом отдыха «Нарочь». С февраля 2021 года здравница решением собственника санаториев «Нарочанский берег» и «Нарочь» прекратила своё самостоятельное существование и присоединена в статусе отдельного корпуса к санаторию «Нарочь»[15]. Находится в смешанном хвойно-лиственном лесу на берегу озера Нарочь. В санатории используются различные виды лечения. В санатории находиться источник лечебной минеральной воды.
4. «Нарочь», санаторий[16]. Старейшее лечебное учреждение курорта. Открыт в 1963 году, принадлежал потребительской кооперации. Находится в области распространения минерализованных вод сульфатно-хлоридно-натриевого типа. На территории находятся два источника минеральной воды. Профиль санатория — болезни органов кровообращения и органов пищеварения.
5. «Нарочанка», санаторий[17]. Принадлежит УП «Белпрофсоюзкурорт». Основан как турбаза «Озеро Нарочь» в 1958 году. В 1982 году вступил в строй туристический комплекс: гостиница на 450 мест, бассейн, развлекательный центр с актовым залом на 400 мест, сауной, рестораном, спортивный городок. На месте палаточного городка были построены туристические деревянные домики, вмещавшие около 250 человек. В середине 90-х годов вместе с автотурбазой «Нарочанка» и Нарочанским бюро путешествий и экскурсий объединён в туристско-экскурсионный комплекс (ТЭК) «Нарочь». С 2017 года — санаторий. Профиль — оздоровление, туризм, лечение (болезни костно-мышечной системы и соединительной ткани, болезни органов дыхания). Санаторий «Нарочанка» включает в себя медицинский центр с жилым корпусом и коттеджами, оздоровительный центр «Нарочанка» и гостиницу «Швакшты».
6. «Нарочанка», база отдыха. Входит в состав санатория «Нарочанка». Открыта как автотурбаза «Нарочанка» в 1977 году. Расположена недалеко от деревни Занарочь. В 1987 году здесь построен спальный корпус для круглогодичного отдыха. В летнее время была разработана и реализовывалась программа отдыха для детей спортивно-туристской направленности. Дети-участники трёх специально разработанных турпоходов награждались значками «Юный турист СССР». В середине 90-х годов вместе с туристическим комплексом «Нарочь» и Нарочанским бюро путешествий и экскурсий объединена в туристско-экскурсионный комплекс (ТЭК) «Нарочь».
7. «Приозёрный», санаторий[18]. Открыт в 1992 году как санаторий Белкоопсоюза. Медицинский профиль — болезни системы кровообращения, нервной системы, костно-мышечной системы и соединительной ткани, органов пищеварения, мочеполовой системы.
8. «Спутник», санаторий[19]. Открыт как пансионат молодечненского завода «Спутник» в 1987 году. С ноября 2006 года функционирует как ЧУП «АСБ Санаторий Спутник». Медицинский профиль санатория — болезни опорно-двигательного аппарата, сердечно-сосудистой системы и нервной системы.
9. «Боровое», детский пульмонологический центр медицинской реабилитации[20]. Открыт в 1974 году как объединенный санаторий «Боровое», имевший взрослое и детское отделения. Детское отделение для пациентов с неспецифическими заболеваниями верхних дыхательных путей открылось в 1979 году. В 2005 году Государственное учреждение «Республиканский санаторий „Боровое“ на озере Нарочь» реорганизовано в Государственное учреждение «Республиканский детский пульмонологический центр медицинской реабилитации». На территории санатория находятся две скважины минеральной воды — средней и высокой минерализации.
10. «Журавушка», санаторий[21]. Ведомственный санаторий КУП «Минскхлебпром». Открыт в 1989 году как база отдыха. Профиль санатория — болезни системы кровообращения, органов дыхания, нервной системы, костно-мышечной системы и соединительной ткани, органов пищеварения.
11. «Чайка», оздоровительная база отдыха ЗАО «Белтяжмаш». Открыта в 1981 году. В настоящее время используется как база отдыха для групп туристов и в качестве жилого фонда для рядом расположенного санатория «Журавушка».
12. «Сосны», санаторий[22]. Официально открыт как дом отдыха «Сосны» в 1976 году. Здравница принадлежала Управлению делами Совета Министров БССР и предназначалась для семейного отдыха руководящих работников и заслуженных людей страны. В 2000 году переименован в Государственное лечебно-оздоровительное учреждение "Санаторий «Сосны». На территории санатория расположены три корпуса и шесть отдельных коттеджей для отдыхающих, административный корпус с магазином и баром, теннисный корт, бассейн, пляж, пункт проката, источник сульфатно-хлоридно-натриевой воды. Медицинский профиль — болезни системы кровообращения, нервной системы, опорно-двигательного аппарата, органов пищеварения, органов дыхания, мочеполовой системы.
13. «Рудаково», база отдыха Минского ПОВТ[23]. Основана в 1972 году.
14. «Сосновый бор», база отдыха компании Белгосстрах[24]. Находится рядом с деревней Ридупля в Мядельском районе.
15. «Нарочь», автокемпинг[25]. Входит в состав Национального парка «Нарочанский»[26]. На территории автокемпинга расположены: круглогодичная гостиница; сезонные: гостевые домики, жилой модуль, туристическая стоянка. В нынешнем виде введен в эксплуатацию в 2010 году. Расположен на берегу озера рядом с деревней Проньки, граничит с НДЦ «Зубрёнок».
16. «Наносы-Новоселье», этнокультурный комплекс[27]. Открыт в 2014 году. Основное направление деятельности — агротуризм. Расположен в пределах деревни Наносы недалеко от детского центра «Боровое».
17. «Аптекарский сад», экскурсионно-туристический комплекс[28]. Открыт в 2014 году в рамках Государственной программы развития курортной зоны Нарочанского региона на 2011—2015 годы. Специализируется на выращивании и культивировании лекарственных, пряных, декоративных, редких растений Республики Беларусь, а также растений, занесенных в Красную книгу Республики Беларусь. Расположен между озёрами Мястро и Белое, недалеко от деревни Гатовичи.

## Население
Численность населения — 3 781 человек (на 1 января 2025 года).
На 1 января 1997 года посёлок насчитывал 1337 хозяйств и 3213 жителей.

| Численность населения: |
| График не отображается по техническим причинам. Чтобы исправить это, воспроизведите график в новом формате, если это возможно. |